# 芳賀町工業團地管理中心前停留場

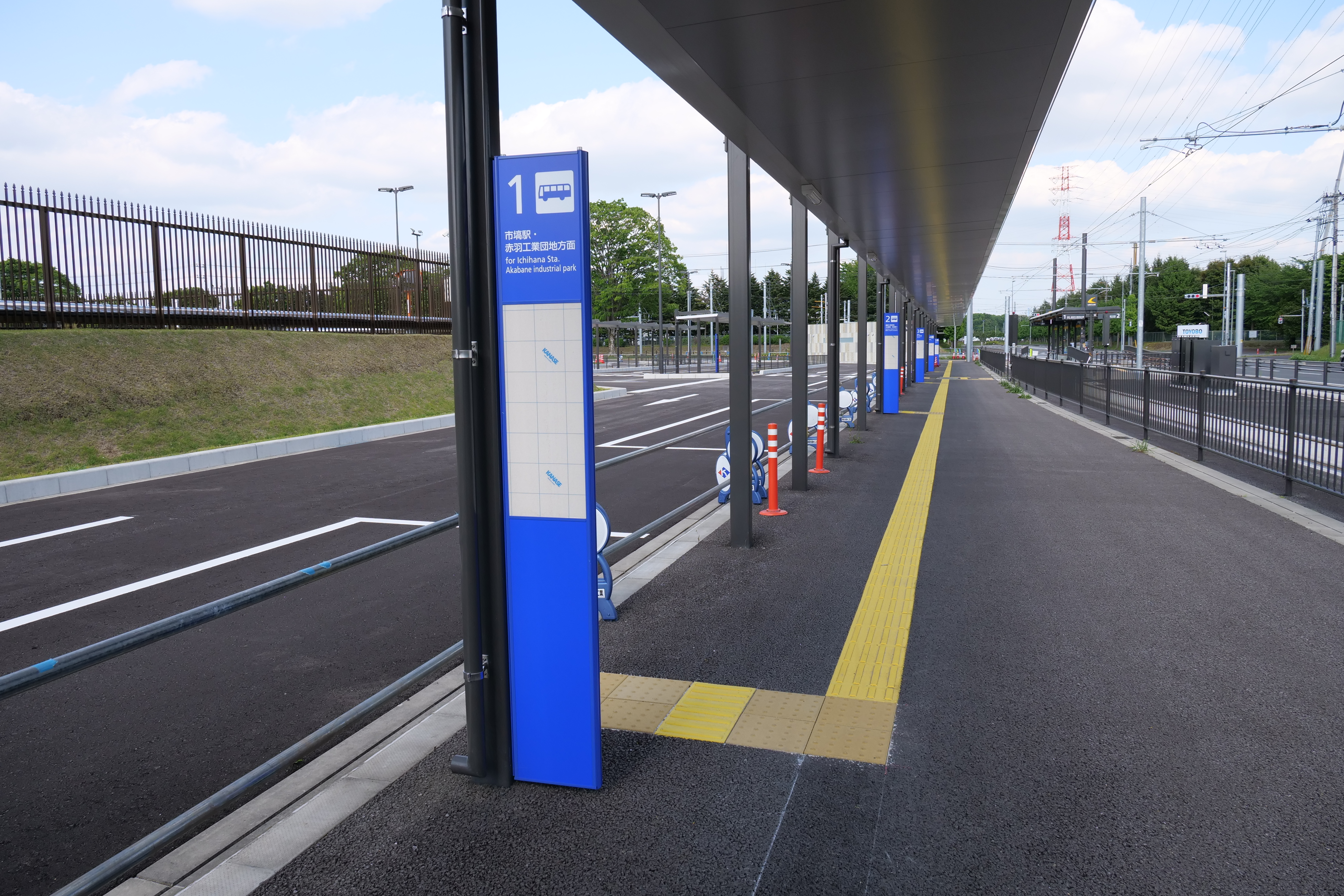
位於車站附近、仍未投入使用的巴士轉乘站台。（2023年5月）

芳賀町工業團地管理中心前停留場（日语：／ Hagamachi kōgyōdanchi kanri sentā-mae teiryūjō */?）是隸屬於宇都宮輕軌的鐵路車站，座落於栃木縣芳賀郡芳賀町，車站編號為17。
本站設定為巴士轉乘站，可以在此轉乘公共巴士前往芳賀町役場及真岡鐵道的市塙站。
從事看護及醫療用品事業的麗護多有限公司（LiveDo）為本站購入了副站名命名權，因此獲冠以「麗護多 栃木芳賀工場前」的副站名。

## 月台配置
採用相對式側式月台設計，出入口採用無障礙斜度。並採用標準化的簡易車站模式，設有兩個長約30米、全上蓋式及透明背板的側式月台，月台上各自裝設了供現金客利用的整理劵機及可摺式候車座椅。
| 月台 | 路線              | 方向 | 目的地                  | 備註 |
| ---- | ----------------- | ---- | ----------------------- | ---- |
| 1    | ■宇都宮芳賀輕軌線 | 下行 | 芳賀·高根澤工業團地方向 |      |
| 2    | ■宇都宮芳賀輕軌線 | 上行 | 平石、宇都宮站東口方向  |      |

## 歷史
- 2021年4月23日：公佈站名[6]。
- 2023年8月26日：正式營運[2][3]。

## 相鄰車站
宇都宮輕軌
■宇都宮芳賀輕軌線
快速（下行）、普通
芳賀台 (16) — 芳賀町工業團地管理中心前 (17) — 樫之森公園前 (18)

## 外部連結
- 宇都宮輕軌芳賀町工業團地管理中心前停留場網頁 （页面存档备份，存于）